# Kansas City Chiefs 1993
La stagione 1993 dei Kansas City Chiefs è stata la 24ª nella National Football League e la 34ª complessiva. La squadra vinse la AFC West con un record di 11-5, giungendo fino alla finale della AFC, venendo eliminata dai Buffalo Bills 30–13, dando inizio a un record NFL di 8 sconfitte consecutive nei playoff. Sarebbero passati 22 anni prima che i Chiefs vincessero un'altra gara nella post-season.
Questa stagione fu la prima con il quarterback Joe Montana, acquisito in uno scambio con i San Francisco 49ers, e del running back Marcus Allen dai Los Angeles Raiders, i quali avevano vinto complessivamente 5 Super Bowl. Questa sarebbe rimasta l'ultima stagione fino al 2018 in cui i Chiefs avrebbero raggiunto la finale di conference.

## Roster
| Roster dei Kansas City Chiefs nel 1993 |
| --- |
| Quarterback - 14 Matt Blundin - 17 Dave Krieg - 19 Joe Montana Running Back - 32 Marcus Allen - 38 Kimble Anders - 23 Ron Dickerson Jr. - 48 Todd McNair - 45 Ernie Thompson FB - 44 Harvey Williams Wide Receiver - 82 Tim Barnett - 88 J.J. Birden - 84 Willie Davis - 83 Danan Hughes - 80 Fred Jones Tight End - 89 Keith Cash - 85 Jonathan Hayes Offensive Linemen - 76 John Alt T - 74 Derrick Graham G/T - 61 Tim Grunhard C - 64 Tom Ricketts G - 68 Will Shields G - 66 Ricky Siglar T - 79 Dave Szott G - 72 Danny Villa T Defensive Linemen - 98 Leonard Griffin DE - 96 Tim Newton DE - 75 Joe Phillips NT - 97 Dan Saleaumua NT - 90 Neil Smith DE Linebacker - 50 Erick Anderson ILB - 59 Jaime Fields ILB - 51 Lonnie Marts OLB - 52 Tracy Rogers ILB - 54 Tracy Simien ILB - 53 Santo Stephens OLB - 58 Derrick Thomas OLB Defensive Back - 30 Martin Bayless SS - 34 Dale Carter CB - 29 Albert Lewis CB - 42 Charles Mincy FS - 31 Kevin Ross CB - 25 Doug Terry SS - 41 Dave Whitmore FS Special Team - 4 Bryan Barker P - 8 Nick Lowery K |
| Legenda - I rookie sono in corsivo. - Il primo ruolo è il principale mentre gli eventuali successivi indicano i ruoli secondari. - (IR) sta per Injured Reserve ed indica la lista ristretta per un solo giocatore infortunato che può tornare ad allenarsi dopo la settimana 6 e a rientrare in prima squadra dopo che questa ha giocato 8 partite. - (NF-Inj.) / (NF-Ill.) stanno rispettivamente per Non-Football Injured e Non-Football Illness ed indicano le liste dove viene inserito un giocatore che ha un infortunio o una malattia non dipendente dal football americano. - (PUP) sta per Physically Unable to Perform ed indica la lista dove viene inserito un giocatore mentre è in attesa di recuperare la condizione fisica. Nella stagione regolare dopo la sesta partita giocata dalla propria squadra, il giocatore ha tempo tre settimane per riprendere ad allenarsi, più tre settimane aggiuntive dal suo rientro agli allenamenti per rientrare in prima squadra.                                                                       |

## Calendario
◊: indica una gara terminata ai supplementari
| Stagione regolare  |                         |           |                               |          |
| Turno              | Avversario              | Risultato | Stadio                        | Pubblico |
| 1                  | at Tampa Bay Buccaneers | V 27–3    | Tampa Stadium                 | 63,378   |
| 2                  | at Houston Oilers       | S 30–0    | Astrodome                     | 59,780   |
| 3                  | Denver Broncos          | V 15–7    | Arrowhead Stadium             | 78,453   |
| Settimana di pausa |                         |           |                               |          |
| 5                  | Los Angeles Raiders     | V 24–9    | Arrowhead Stadium             | 77,395   |
| 6                  | Cincinnati Bengals      | V 17–15   | Arrowhead Stadium             | 75,394   |
| 7                  | at San Diego Chargers   | V 17–14   | Jack Murphy Stadium           | 60,729   |
| Settimana di pausa |                         |           |                               |          |
| 9                  | at Miami Dolphins       | S 30–10   | Joe Robbie Stadium            | 67,765   |
| 10                 | Green Bay Packers       | V 23–16   | Arrowhead Stadium             | 76,742   |
| 11                 | at Los Angeles Raiders  | V 31–20   | Los Angeles Memorial Coliseum | 66,553   |
| 12                 | Chicago Bears           | S 19–17   | Arrowhead Stadium             | 76,872   |
| 13                 | Buffalo Bills           | V 23–7    | Arrowhead Stadium             | 74,452   |
| 14                 | at Seattle Seahawks     | V 31–16   | Kingdome                      | 58,551   |
| 15                 | at Denver Broncos       | S 27–21   | Mile High Stadium             | 75,822   |
| 16                 | San Diego Chargers      | V 28–24   | Arrowhead Stadium             | 74,778   |
| 17                 | at Minnesota Vikings    | S 30–10   | Hubert H. Humphrey Metrodome  | 59,236   |
| 18                 | Seattle Seahawks        | S 34–24   | Arrowhead Stadium             | 72,136   |
| Playoff            |                         |           |                               |          |
| Wild Card          | Pittsburgh Steelers     | V 27–24 ◊ | Arrowhead Stadium             | 74,515   |
| Divisional Playoff | Houston Oilers          | V 28–20   | Astrodome                     | 64,011   |
| AFC Championship   | Buffalo Bills           | S 30–13   | Rich Stadium                  | 76,642   |

## Classifiche
| AFC West                |    |    |   |      |     |     |     |
|                         | V  | S  | P | %    | PF  | PS  | STR |
| (3) Kansas City Chiefs  | 11 | 5  | 0 | .688 | 328 | 291 | V1  |
| (4) Los Angeles Raiders | 10 | 6  | 0 | .625 | 306 | 326 | V1  |
| (5) Denver Broncos      | 9  | 7  | 0 | .563 | 373 | 284 | S2  |
| San Diego Chargers      | 8  | 8  | 0 | .500 | 322 | 290 | V2  |
| Seattle Seahawks        | 6  | 10 | 0 | .375 | 280 | 314 | S1  |